# Comisión de la Verdad y Reconciliación (Timor Oriental)
La Comisión de la Verdad y Reconciliación (en tetun: Komisaun Simu Malu, Lia Los no Rekonsiliasaun, abreviada como CVR) es una comisión de la verdad independiente establecida en Timor Oriental a principios de 2001. Fue organizada y supervisada por la Administración de Transición de las Naciones Unidas para Timor Oriental con el fin de «investigar las violaciones de derechos humanos cometidas en el país asiático entre abril de 1974 y octubre de 1999 y facilitar la reconciliación de la comunidad con la justicia para quienes cometieron delitos menos graves». La comisión fue aceptada por el gobierno tras la aprobación del Consejo Nacional de Resistencia de Maubere en 2000.
La comisión tenía un triple mandato, que tenía como objetivo el recibimiento —el regreso de los timorenses desplazados de Timor Occidental—, su reintegración en las comunidades y la inclusión social, describiendo, por tanto, que «las personas que se asimilen como timorenses deben regresar a nuestra nación, viviendo bajo el mismo techo, después de muchos años de segregación y violencia»; la búsqueda de la verdad, haciendo un recuento completo de las violaciones de derechos humanos entre 1974 y 1999 —fin del período de la ocupación indonesia—, la enumeración a partir de la colección de 7669 declaraciones y documentos, y la reconciliación, realizada a través de «un nuevo programa nunca antes probado», denominado Proceso de Reconciliación Comunitaria, diseñado para reintegrar a la sociedad a los infractores de delitos menos graves.
Entre los comisionados involucrados en la comisión se encontraban Aniceto Guterres Lopes, Maria Olandina Isabel Caeiro Alves, Isabel Amaral Guterres, José Estevão Soares y Agustino de Vasconcelos. Por lo tanto, la comisión presentó su informe de 2500 páginas titulado Chega en portugués, que cubre las evaluaciones de las violaciones de derechos humanos de 1974 a 1999, al entonces presidente de Timor Oriental, Xanana Gusmão, el 31 de octubre de 2005.
Chega concluyó que Timor Oriental había sufrido graves violaciones de los derechos humanos, incluidas violaciones del derecho a la libre determinación de los pueblos, asesinatos, desapariciones, desplazamientos forzados, hambre, detenciones, torturas, violaciones de las leyes de la guerra, juicios políticos, juicios sexuales, violencia, violaciones de los derechos del niño y violaciones de los derechos económicos y sociales. También concluyó que la mayoría de las muertes habían sido resultado de las acciones del ejército indonesio y que la violencia de 1999 fue el resultado de «una campaña sistemática orquestada en los niveles más altos del gobierno autoritario de Indonesia».